# Парк Леонтия Шамшуренкова
Парк имени Леонтия Шамшуре́нкова — парк в городе Яранск Кировской области, расположенный у пересечения улиц Кирова и Набережной.
В начале XX века территория нынешнего парка не была застроена, кроме возвышающейся в центре часовни. В советское время часовню снесли и долгое время здесь оставался пустырь.

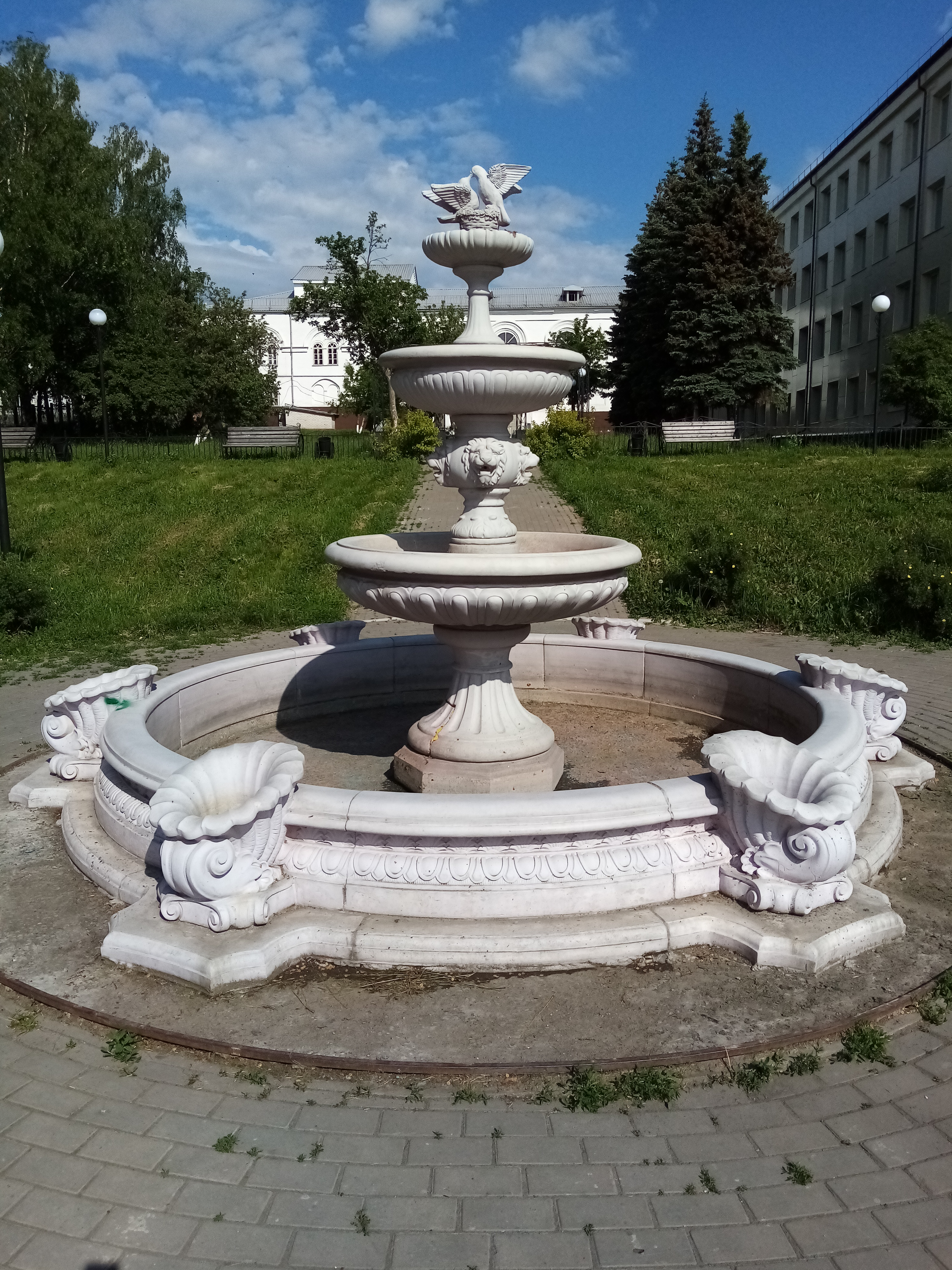
Фонтан в центре парка

Основан в 2015 году на месте сквера у Яранской школы искусств. Инициатор создания — краевед и искусствовед Л. В. Любушкина. Назван в честь знаменитого яранича, изобретателя первого русского веломобиля Леонтия Лукьяновича Шамшуренкова (1687—1758). Ежегодно в парке проводится фестиваль памяти мастера «Колёсная феерия».